# Green Arrow
Green Arrow (pol. Zielona Strzała, jego alter ego – Oliver „Ollie” Queen) – fikcyjna postać (superbohater) z serii komiksów wydawanych przez DC Comics. Twórcami postaci są Mort Weisinger i George Papp.
Pierwszy raz pojawił się w More Fun Comics vol. 1 #73 (listopad 1941). Inspiracją dla twórców była postać łucznika z serialu kinowego The Green Archer, będącego adaptacją powieści Edgara Wallace’a pod tym samym tytułem. Green Arrow jest zamaskowanym samozwańczym mścicielem, którego główną bronią w walce przestępczością są łuk i strzały (jego kostium był wzorowany na stereotypowym wizerunku Robin Hooda). Działa przeważnie w rodzinnym mieście Star City w USA.
Pod wieloma względami Green Arrow przypomina Batmana: podobnie jak człowiek-nietoperz nie posiada on żadnych nadludzkich mocy, towarzyszy mu na wzór Robina nastoletni pomocnik o pseudonimie Speedy (jego prawdziwe nazwisko to Roy Harper), zaś na co dzień Oliver Queen jest milionerem i playboyem, co także jest analogią do Bruce’a Wayne’a (Oliver był również przedstawiany jako burmistrz miasta Star City). W latach 70. scenarzysta Dennis O’Neil i rysownik Neal Adams uczynili go komiksowym orędownikiem zmian społecznych w USA. W komiksach z lat 1995-2000, gdy Oliver Queen był martwy, pseudonimu Green Arrow używał jego syn – Connor Hawke. Postać Olivera powróciła za sprawą Kevina Smitha i po dziś dzień zajmuje obok Supermana, Batmana, Wonder Woman i Green Lanterna czołowe miejsce w panteonie superbohaterów DC Comics.
Pojawił się również w licznych serialach i filmach animowanych, serialach telewizyjnych i grach komputerowych osadzonych w uniwersum DC Comics. Pierwszy raz w wersji aktorskiej pojawił się w serialu telewizyjnym Tajemnice Smallville (Smallville), gdzie w postać „Ollie’ego” wcielił się Justin Hartley. W serialu telewizyjnym Arrow, emitowanym w stacji The CW, w postać zakapturzonego mściciela wcielił się Stephen Amell.
W zestawieniu najlepszych postaci komiksowych magazynu Wizard, Green Arrow zajmuje 32. miejsce. Natomiast w zestawieniu 100 największych komiksowych bohaterów serwisu internetowego IGN, zajął on 30. miejsce.

## Opis postaci

### Złota era komiksu (lata 30.-50.)
Geneza Green Arrowa z czasów tzw. złotej ery komiksu została pierwszy raz opowiedziana w historii The Birth of the Battling Bowmen z More Fun Comics vol. 1 #89. Oliver był znanym archeologiem specjalizującym się w kulturach rdzennych Amerykanów, a zwłaszcza ich technikach łowieckich. Po spaleniu jego muzeum przez przestępców Oliver udał się na wyspę Lost Mesa w celu odnalezienia cennych artefaktów. Tam poznał Roya Harpera (chronologicznie Speedy pierwszy raz pojawił się wraz z Green Arrowem w More Fun Comics vol. 1 #73), chłopca, którego rodzice zginęli w katastrofie lotniczej i jego indiańskiego przyjaciela Quoaga, który nauczył go łucznictwa. Niestety Oliver był śledzony przez tych samych przestępców, którzy spalili jego muzeum i po dotarciu na wyspę zabili oni Quoaga. Ollie i Roy dzięki swoim łuczniczym umiejętnościom pokonali bandytów, a potem wrócili do kraju. Oliver zaadoptował Roya i stał się razem z nim postrachem przestępców. Obaj byli także członkami drużyny Seven Soldiers of Victory (od Leading Comics vol. 1 #1). Oryginalny Green Arrow (z tzw. Ziemi-Dwa, czyli z uniwersum zapoczątkowanego w wydawnictwach z lat II wojny światowej) ginie w trakcie Kryzysu na Nieskończonych Ziemiach w komiksie Crisis on Infinite Earths vol. 1 #12.

### Srebrna i brązowa era komiksu (lata 50.-80.)
W okresie tzw. srebrnej ery komiksu (rozpoczyna się ona pod koniec lat 50. XX wieku), historia przemiany Olivera w łucznika-mściciela została opowiedziana na nowo. Od czasu historii autorstwa Jacka Kirby’ego The Green Arrow’s First Case z komiksu Adventure Comics vol. 1 #256 (styczeń 1959) głównym wątkiem genezy Green Arrowa stała się jego robinsonada na wyspie Starfish Island (wątek ten został zaczerpnięty z historii Speedy’ego). To właśnie od tego komiksu zaczęto przedstawiać Olivera jako playboya, który przez przypadek wypadł za burtę i przyszło mu przez pewien czas spędzić na bezludnej wyspie. Aby przeżyć, musiał skonstruować własnoręcznie łuk oraz strzały. Przez ponad kilka miesięcy ćwiczył łucznictwo, by móc polować i nie umrzeć z głodu. Uszył sobie również ciemnozielony strój. Pewnego dnia ujrzał płynącą nieopodal wyspy fregatę i szczęśliwy, że wkrótce zostanie uratowany, zaczął płynąć w jej kierunku. Szybko zorientował się, że statek został przejęty przez buntowników. Postanowił więc pomóc w odbiciu statku, a żeby ukryć swoją tożsamość, wysmarował sobie twarz wokół oczu smarem, aby stworzyć w ten sposób maskę. Ollie’emu udało się stłumić bunt i wrócić do domu. Zrozumiał wtedy, że jego przeznaczeniem jest zwalczanie przestępczości.
Przez pierwsze 25 lat swojego istnienia Green Arrow nie był zbyt popularną postacią. W późnych latach 60. scenarzyści postanowili pozbawić postaci majątku i wysłać na ulicę, co doprowadziło Green Arrowa do jego najbardziej znanego wizerunku – bohatera klasy pracującej, uciskanych i prześladowanych. W latach 70. jego przygody zostały połączone z przygodami innego superbohatera z DC Comics, praworządnego Green Lanterna (Hala Jordana). Wspólne przygody obu herosów były swego rodzaju przełomem dla komiksu amerykańskiego, pierwszy raz tak odważnie pokazano w komiksie problemy społeczne współczesnej Ameryki (głównie za sprawą scenarzysty Dennisa O’Neila i rysownika Neala Adamsa). O’Neil przedstawił Green Lanterna jako „krypto-faszystowskiego gliniarza”, który mimo iż ma dobre intencje, jest ograniczony przez swoją skłonność do przyjmowania rozkazów bez kwestionowania ich, natomiast Green Arrowa jako bohatera o mentalności liberała, przejmującym się losem klasy średniej. W istocie Green Arrowa ukazywano jako sumienie Green Lanterna. W stworzonej przez nich historii Snowbirds Don’t Fly (wydanej w Green Lantern vol. 2 #85-86, sygnowanymi wówczas tytułem Green Lantern/Green Arrow), przedstawiono walkę obu superbohaterów z handlarzami narkotyków oraz uzależnienie od heroiny Roya Harpera, co było wyrazem poparcia dla kampanii antynarkotykowej. Komiks zyskał popularność, a Green Arrowowi zostały przydane specyficzne cechy, do dziś wyróżniające go z tłumu amerykańskich superbohaterów: przywiązanie do problemów zwykłych ludzi, otwartość na kwestie społeczne (co kilkakrotnie doprowadziło do przypisywania mu poglądów lewicowych) oraz charakterystyczne, trochę staroświeckie, poczucie humoru.

### Komiksy poKryzysie na Nieskończonych Ziemiach(lata 80. XX wieku-2011)
Po wydarzeniach z crossoveru zatytułowany Kryzys na Nieskończonych Ziemiach (Crisis on Infinite Earths), uniwersum DC zostało zrestartowane. Geneza postaci nie różniła się zbytnio od wersji ze srebrnej ery komiksu, w której wciąż głównym wątkiem pozostaje robinsonada Olivera. W czteroczęściowym Green Arrow: The Wonder Year (1993) autorstwa Mike’a Grella, Oliver Queen został pokazany jako zawadiaka, który dziedziczy rodzinny biznes w bardzo młodym wieku. Podczas podróży statkiem Oliver jest pijany, przez co wypada za burtę i trafia na bezludną (jak mu się początkowo wydawało) wyspę. Pobyt na wyspie zmienia go i skłania go po powrocie do kraju do założenia stroju Robin Hooda i walki z kryminalistami.
W wydanej w 1987 roku trzyczęściowej mini-serii autorstwa Mike’a Grella, zatytułowanej Green Arrow: The Longbow Hunters Green Arrow i jego kochanka Black Canary (Dinah Lance) przeprowadzili się do Seattle. Tam Dinah odrzuca jego oświadczyny. W trakcie prowadzenia przez Black Canary śledztwa w sprawie handlarzy narkotyków, zostaje ona porwana i brutalnie torturowana przez porywaczy. Green Arrowowi udało się ją odbić, lecz jego kochanka w wyniku tortur traci swoją moc – soniczny krzyk zwany „płaczem kanarka”. Pojawia się tam również nowy złoczyńca, Shado – łuczniczka, której rodzina w czasie II wojny światowej była osadzona obozie dla internowanych osób pochodzenia japońskiego, w której później Oliver się zakochał. Owocem ich romansu był syn Robert Queen. Drugim synem był Connor Hawke (debiut w Green Arrow vol. 2 #0), który przyjął pseudonim Green Arrow po śmierci swojego ojca w Green Arrow vol. 2 #101. Green Arrow został ostatecznie wskrzeszony przez Hala Jordana w historii komiksowej autorstwa Kevina Smitha, zatytułowanej Kołczan (Quiver, wydanej oryginalnie w Green Arrow vol. 3 #1-10). W Green Arrow vol. 3 #60 (maj 2006) Oliver został wybrany na burmistrza Star City, kontynuując walkę ze zbrodnią w kostiumie Green Arrowa. W końcu też udało mu się także poślubić swoją miłość, Black Canary w specjalnym wydaniu Green Arrow and Black Canary Wedding Special z listopada 2007.
W 2007 roku kazała się sześcioczęściowa historia Green Arrow: Year One, opowiadająca od nowa historię początków Szmaragdowego Łucznika. Oliver będąc na wyspie musiał zmierzyć się z grupą przemytników, kierowaną przez złoczyńcę Chinę White. Green Arrow był członkiem takich drużyn jak Team Arrow (której był przywódcą), Justice League, Justice League Task Force i Outsiders. Oliver był także przewodniczącym rodzinnej firmy Queen Industries.

## Moce i umiejętności
Green Arrow jest najlepszym łucznikiem w komiksowym uniwersum DC. W trakcie historii Green Arrow: Sounds of Violence, Black Canary twierdziła, że Oliver jest w stanie wystrzelić ponad 26 strzał na minutę. Poza tym jest znakomitym akrobatą, ekspertem w walce wręcz. W czasie piastowania urzędu burmistrza Star City, ujawniły się jego umiejętności polityczne. By ułatwić sobie walkę z przestępczością Green Arrow wymyślił na własny użytek specjalnie usprawnione strzały: kleistą strzałę, strzałę-sieć, wybuchającą strzałę, strzałę-rękawicę bokserką, strzałę-bombę zegarową, strzałę-hak, strzałę-gaśnicę, oślepiającą strzałę, strzałę z gazem łzawiącym, zamrażającą strzałę. Za środki transportu służyły mu niegdyś samochód Arrowcar, łódź Arrowboat, a także samolot Arrowplane, co było wyraźnym nawiązaniem do komiksów o przygodach Batmana. Podobnie jak obrońca Gotham City, w czasach tzw. złotej ery komiksu Green Arrow był wzywany przez policję za pomocą specjalnego sygnału wyświetlanego na niebie.

## Wrogowie Green Arrowa
- Arthur King/Merlyn – znakomity łucznik. Idol Olivera z czasów jego dzieciństwa, który zainspirował go do zainteresowania się łucznictwem. Podczas ich pierwszego spotkania Merlyn pokonał Olivera w konkursie strzelania z łuku. Później został zabójcą na zlecenie na usługach Ligi Zabójców, przy kolejnym spotkaniu z Green Arrowem został przez niego pokonany. Obecnie niezależny zabójca.
- Hrabia Werner Vertigo (ang. Count Vertigo) – ostatni przedstawiciel królewskiego rodu z niewielkiego bałkańskiego państewka Vlatava. Z powodu uszkodzenia ucha wewnętrznego musi żyć z implantem w prawej skroni, dzięki któremu zachowuje zmysł równowagi. Urządzenie to wywołuje u innych osób zaburzenia równowagi. Przez wiele lat był arcy-wrogiem Green Arrowa.
- Constantine Drakon – grecki zabójca na zlecenie i najemnik, jeden z najlepszych mistrzów sztuk walki w uniwersum DC.
- William Tockman/Clock King – złoczyńca, dopuszczający się przestępstw z użyciem najrozmaitszych gadżetów przypominających zegarki lub mających jakiś związek z czasem. Wróg zarówno Green Arrowa, jak i Batmana.
- Daniel Brickwell/Brick – gangster ze Star City, którego wyróżnia nie tylko tężyzna fizyczna, ale i również skóra przypominająca cegłę.
- Onomatopoeia – tajemniczy zabójca, który poluje na superbohaterów nieposiadających żadnych nadprzyrodzonych mocy. Próbował zabić syna Olivera, Connora Hawke’a.
- Albrecht Raines/Rainbow Archer – łucznik. Dawniej swoich umiejętności używał w celach artystycznych, później stał się fałszerzem pieniędzy i przestępcą.
- Carrie Cutter/Cupid – kobieta obsesyjnie zakochana w Oliverze. Zwalcza wrogów Green Arrowa, by w ten sposób udowodnić mu swoją wielką miłość. Pała szczególną nienawiścią do Black Canary.
- Slade Wilson/Deathstroke the Terminator – główny przeciwnik Młodych Tytanów jeden z najlepszych najemników w uniwersum DC. Walczył z Green Arrowem w crossoverze Infinite Crisis. W trakcie walki Oliver wbił mu strzałę w jego prawy oczodół. Od tamtej pory Slade obrał sobie za cel łucznika.
- Arthur Light/Doctor Light – złoczyńca, który w trakcie Infinite Crisis przypomniał sobie co Liga Sprawiedliwych uczyniła z jego umysłem. Chcąc się zemścić obrał sobie za cel Green Arrowa.
- Shado – łuczniczka, mistrzyni kyūdō. Matka Connora Hawke’a.
- Chien Na Wei/China White – szefowa kartelu narkotykowego, którą Oliver spotkał w trakcie pobytu na wyspie.
- Hannibal Bates/Everyman/Dark Arrow – złoczyńca, który w ramach projektu Everyman Project (prowadzonego na polecenie Lexa Luthora) zyskał moc przeobrażania się w każdą organiczną formę życia. Aby tego dokonać musi zjeść próbkę zawierającą DNA (np. włos, kropla krwi) istoty lub osoby, w którą chce się zmienić. Przybierając postać Olivera Queena, zmienił swój pseudonim na Dark Arrow i podjął współpracę z Cupid w celu pokonania Olivera i jego przyjaciół.

## Pomocnicy Green Arrowa
- Team Arrow – drużyna samozwańczych mścicieli, na czele której stoi Green Arrow:
  - Roy Harper/Speedy I/Arsenal/Red Arrow – adoptowany syn Olivera Queena, a zarazem jego najlepszy przyjaciel i sojusznik. Zaczynał jako nastoletni pomocnik o pseudonimie Speedy. W tym okresie aktywny był w drużynie Teen Titans. Podobnie jak Oliver, Roy jest znakomitym łucznikiem, specjalizacyjnym się w wystrzeliwaniu udoskonalonych strzał (trick arrows) i walce wręcz. Kiedy dorósł przybrał pseudonim Arsenal. Znany też jako Red Arrow.
  - Dinah Lance/Black Canary II – superbohaterka o mocy sonicznego krzyku. Wspólnie z Oliverem służy w Lidze Sprawiedliwych. Wieloletnia jego kochanka, która w końcu stała się jego żoną.
  - Connor Hawke/Green Arrow II – syn Olivera i Moonday Hawke, nosił kostium ojca i posługiwał się jego pseudonimem, w trakcie, gdy ten był martwy.
  - Mia Dearden/Speedy II/Arrowette III – początkowo nieletnia prostytutka, którą Oliver wyszkolił i uczynił swoją pomocnicą w walce z przestępczością.
- Hal Jordan/Green Lantern II – członek międzygalaktycznego Korpusu Zielonej Latarni. Kiedy Ollie stracił swoją fortunę, wspólnie z Halem Jordanem podróżował po Stanach Zjednoczonych. Podczas tej podróży m.in. obaj zwalczali handel narkotykami i uratowali Roya Harpera od narkomanii.
- Eddie Fyers – były agent CIA, który stał się najemnikiem, wynajętym do zabicia Shado. Początkowo obaj byli wrogami, lecz ostatecznie Fyers stał się sprzymierzeńcem Queena. Był również autorytetem dla Connora Hawke’a.
- Shado – mimo że na początku była złoczyńcą, z czasem stała się sojusznikiem Green Arrowa, urodziła mu także syna – Connora Hawke’a.

## Wersje alternatywne
Green Arrow pojawił się w niektórych komiksach z serii Elseworlds, która przedstawiają znanych bohaterów uniwersum DC w zupełnie innych realiach i czasach, m.in.:
- W Batman: Powrót Mrocznego Rycerza (Batman: The Dark Knight Returns) autorstwa Franka Millera, którego akcja rozgrywa się w niedalekiej przyszłości. Po zakazie przez rząd USA działalności superbohaterów (z wyjątkiem Supermana), Oliver Queen zaczął prowadzić akcje terrorystyczne przeciwko rządowi (m.in. zatopił okręt podwodny). Zgadza się pomóc Bruce’owi Wayne’owi w walce z Supermanem, którego obarcza o utratę lewego ramienia. Mimo swojego kalectwa Oliver wciąż pozostał doskonałym łucznikiem (musi odtąd naciągać łuk, trzymając strzałę w zębach). W czasie walki Batmana z Supermana, Ollie używa strzały wykonanej z syntetycznego kryptonitu.
- W kontynuacji Batman: Powrót Mrocznego Rycerza pod tytułem Mroczny Rycerz kontratakuje (The Dark Knight Strikes Again), po powrocie Batmana, który udawał swoją śmierć, Oliver również powraca wyposażony w cybernetyczne ramię. Ponownie łączy siły z Batmanem, tym razem w walce ze skorumpowanym rządem, na którego czele stoi Lex Luthor. Green Arrow zostaje tam opisany jako „milioner, który stał się komunistą”.
- W Batman: Zagłada Gotham (Batman: The Doom That Came to Gotham) autorstwa Mike’a Mignoli (inspirowanym twórczością H.P. Lovecrafta), którego akcja rozgrywa się na początku XX wieku, Oliver zostaje pokazany jako gothamski milioner i przyjaciel rodziny Wayne’ów. Jest świadom tego, że jego ojciec, Henry Queen wraz z Bartlyem Langstromem, Crossbym Manfurdem i Thomasem Wayne’em zawarli przed wiekami układ z magiem Ludwigiem Prinnem. Mieli oni stać się bogatymi i wpływowymi ludźmi w Gotham, biorąc udział w pradawnym obrządku, lecz zamiast wywiązać się z umowy, pogrzebali żywcem Prinna w katakumbach, mieszczących się później pod ulicami Gotham. Wszyscy, którzy brali udział w ceremonii w ogóle się nie starzeli. Ojciec Olivera oszalał i zamordował rodziców Bruce’a. Oliver zamierzał unicestwić zło strzałami z 304 roku n.e., którymi został zastrzelony św. Sebastian, patron ofiar plag, lecz został zabity przez Poison Ivy. Strzała św. Sebastiana posłużyła później Bruce’owi w pokonaniu przypominającego Cthulhu, demonicznego boga – Iog-Sotha, którego Ra’s al Ghul wraz z córką próbowali sprowadzić na ziemię.
- W Przyjdź Królestwo (Kingdom Come) autorstwa Marka Waida i Alexa Rossa, Oliver wraz ze swoją żoną Dinah i córką Olivią Queen (nową Black Canary) łączą siły z Batmanem. Ich drużyna stanowi przeciwwagę dla reaktywowanej przez Supermana Ligi Sprawiedliwych (do której dołączył Roy Harper, znany teraz jako Red Arrow), oraz kierowanej przez Lexa Luthora koalicji złoczyńców pod nazwą „Frontu Wyzwolenia Ludzkości”. W ostatecznej bitwie Olivier Queen, jego żona, córka i jego były przyjaciel giną w eksplozji nuklearnej.

## W innych mediach

### Seriale i filmy aktorskie

#### Tajemnice Smallville
W serialu telewizyjnym Tajemnice Smallville (Smallville) emitowanym w stacji The CW w latach 2001–2011, w postać Green Arrowa wcielił się Justin Hartley. W serialu jego strój jest lekko nowocześniejszą wersją, z kapturem i ciemnymi okularami zamiast maski. W serialu pojawiają się również inni bohaterowie i złoczyńcy związani z postacią Green Arrowa. W odcinku Siren siódmego sezonu Oliver spotyka Black Canary (Alaina Huffman). W odcinku Crossfire sezonu dziewiątego zadebiutowała inna postać znana z komiksów o przygodach Szmaragdowego Łucznika, a mianowicie Mia Dearden (Elise Gatien). W odcinku Disciple sezonu dziewiątego i Prophecy sezonu dziesiątego pokazano wroga Olivera, łucznika (postać luźno inspirowana komiksowymi złoczyńcami: Merlynem i Dark Arrowem) o imieniu Vordigan (Steve Bacic).
Pierwszy raz pojawił się w odcinku Sneeze szóstego sezonu. Został tam przedstawiony jako przyjaciel Clarka Kenta (Tom Welling) i początkowo wielka miłość Lois Lane (Erica Durance). Jest milionerem, który odziedziczył rodzinną firmę Queen Industries. Pochodzi ze Star City, później na stałe przenosi się do Metropolis. Jego rodzice zginęli w katastrofie lotniczej. Później okazało się, że za ich śmierć odpowiedzialny jest Lionel Luthor (John Glover). Podobnie jak w komiksie punktem zwrotnym w życiu Olivera był pobyt na wyspie, gdzie nabył umiejętności łuczniczych. W odróżnieniu od Clarka, Oliver jest zwolennikiem bardziej zdecydowanych metod walki z przestępczością. Dzięki wykorzystaniu technologii swojej firmy, jego strzały są dodatkowo usprawnione.

#### Arrow
W serialu telewizyjnym Arrow emitowanym od 2012 roku na stacji The CW, w postać Olivera Queena wcielił się Stephen Amell. W serialu zakapturzony mściciel nosi zielony kostium, zaś zamiast tradycyjnej maski maluje twarz wokół oczu na ciemnozielony kolor. W przeciwieństwie do komiksowego oryginału, serialowy Oliver jest skłonny używać przemocy jeśli jest to konieczne. Kolejną różnicą jest fakt, że tutaj nie jest całkowicie osierocony. Członkami jego rodziny są matka, Moira Queen (Susanna Thompson), ojczym Walter Steele (Colin Salmon), posiada również stworzoną na potrzeby serialu siostrę o imieniu Thea (Willa Holland). Kolejna postacią nieposiadającą komiksowego odpowiednika jest John Diggle (David Ramsey). Komiksowe miasto Star City zostało specjalnie na potrzeby serialu przemianowane na Starling City. Pojawiają się również inne postacie z uniwersum DC, głównie z komiksów o przygodach Green Arrowa i Batmana m.in.: Laurel Lance (Katie Cassidy), luźno inspirowani postacią Merlyna – Tommy Merlyn (Colin Donnell) i Malcolm Merlyn (John Barrowman), Quentin Lance (Paul Blackthorne), postać poboczna z komiksów o przygodach superbohatera Firestorma – Felicity Smoak (Emily Bett Rickards), Roy Harper (Colton Haynes), Helena Bertinelli (Jessica De Gouw), Deathstroke (Manu Bennett), Deadshot (Michael Rowe), China White (Kelly Hu), „Hrabia” (nawiązujący do postaci Hrabiego Vertigo) (Seth Gabel) i inni.
W pilocie serialu pierwszy raz pokazano Olivera w chwili jego odnalezienia na dziewiczej wyspie. Wydarzenia jakie miały miejsce przed jego uratowaniem, są pokazywane w formie retrospekcji. Z początku prowadził on beztroskie życie młodego playboya ze Starling City. Wszystko się zmienia, gdy pięć lat przyszło mu spędzić jako rozbitek na należącej do Chin pacyficznej wyspie Lian Yu. W trakcie katastrofy giną przyjaciele Olivera, a jego ojciec, Robert Queen (Jamey Sheridan), popełnia samobójstwo by dać szansę na przetrwanie swojemu synowi (Pilot). Przy jego ciele znajduje notes (z pustymi stronicami, jak mu się wpierw wydawało). Tam spotyka chińskiego eks-wojskowego, Yao Fei’a (Byron Mann), który uczy go sztuki przetrwania. W odcinku Year’s End wychodzi na jaw, że tak naprawdę wyspa jest miejscem odosobnienia dla więźniów politycznych, a Yao Fei został tam zesłany, gdyż był jednym z najniebezpieczniejszych wrogów rządu chińskiego. Z czasem Oliver odkrywa, że strony w notesie zostały spisane atramentem sympatycznym i zawierają listę nazwisk ludzi, którzy mieli negatywny wpływ na Starling City. Oliver zostaje w końcu uratowany i wraca do rodzinnego miasta. Postanawia wykorzystać nabyte na wyspie umiejętności i sporządzoną przez jego ojca listę do ukarania tych ludzi, którzy „zawiedli jego miasto”.

### Seriale i filmy animowane

#### Wczesne animacje
- W serialu animowanym Super Friends głosu Green Arrowowi użyczył Norman Alden.

#### DC Animated Universe
W serialu animowanym Liga Sprawiedliwych bez granic (Justice League Unlimited), tworzącym DC Animated Universe (DCAU) głosu Green Arrowowi użyczył aktor Kin Shriner.

#### The Batman
- W serialu animowanym Batman (The Batman) emitowanym w latach 2004–2008 głosu Green Arrowowi użyczył aktor Chris Hardwick.

#### Batman: The Brave and The Bold
- W serialu animowanym Batman: Odważni i bezwzględni (Batman: The Brave and The Bold) emitowanym w latach 2008–2011 głosu Green Arrowowi użyczył James Arnold Taylor.

#### Young Justice
- W serialu animowanym Liga Młodych (Young Justice) głosu Green Arrowowi użyczył aktor Alan Tudyk.

#### DC Universe Animated Original Movies
- Green Arrow pojawił się w filmie animowanym Liga Sprawiedliwych: Nowa granica (Justice League: The New Frontier), z 2008 roku, będącym adaptacją limitowanej serii komiksów DC: The New Frontier.
- W filmie animowanym Liga Sprawiedliwych: Kryzys na dwóch Ziemiach (Justice League: Crisis on Two Earths), będącym adaptacją komiksu JLA: Ziemia 2 (JLA: Earth 2) pojawia się jako Archer – złowrogie wcielenie Green Arrowa, głosu użyczył mu Jim Meskimen
- W krótkometrażowym filmie animowanym DC Showcase: Green Arrow, będącym dodatkiem do wydania DVD filmu Superman/Batman: Wrogowie publiczni (Superman/Batman: Public Enemies), głosu Green Arrowowi użyczył aktor Neal McDonough.
- W drugiej części filmu animowanego Batman DCU: Mroczny Rycerz powrót (Batman: The Dark Knight Returns), będącego adaptacją komiksu Franka Millera pod tym samym tytułem głosu Oliverowi Queenowi użyczył aktor Robin Atkin Downes.

### Gry komputerowe
- W Justice League Task Force z 1995 roku na platformy: SNES i Sega Mega Drive.
- W Justice League Heroes z 2006 roku na platformy: Xbox, PlayStation 2, PlayStation Portable i Nintendo DS.
- W Batman: The Brave and the Bold – The Videogame z 2010 roku na platformy: Wii, Nintendo DS.
- W DC Universe Online z 2011 roku na platformy: PlayStation 3 i Microsoft Windows.
- W Injustice: Gods Among Us z 2013 roku na platformy: PlayStation 3, Xbox 360, Wii U i Microsoft Windows.